# Evodinus lanhami
Evodinus lanhami är en skalbaggsart som beskrevs av Lewis 1976. Evodinus lanhami ingår i släktet Evodinus och familjen långhorningar. Inga underarter finns listade i Catalogue of Life.